# Campeonato Brasileiro de Ciclismo Contrarrelógio de 2013
O Campeonato Brasileiro de Ciclismo Contrarrelógio de 2013 foi a 13ª edição do Campeonato Brasileiro de Ciclismo Contrarrelógio. Foi realizado em São Carlos, em São Paulo, no dia 29 de junho, em um percurso de 32 km para os homens e e 20 km para as mulheres. O vencedor da categoria masculina foi Luiz Carlos Amorim Tavares Ferrão, que defendeu seu título de 2012 e garantiu seu quinto título do evento. Já no feminino, a ciclista olímpica Clemilda Fernandes foi a vencedora. Na categoria sub-23, André de Souza Almeida foi o campeão masculino, enquanto Márcia Fernandes venceu no feminino.

## Resultados

### Masculino
|    | Ciclista                   | Equipe                                       | Tempo    |
| -- | -------------------------- | -------------------------------------------- | -------- |
| 1  | Luiz Carlos Amorim Tavares | São Lucas Saúde - Giant - Americana          | 40' 24"  |
| 2  | Magno Prado Nazaret        | Funvic Brasilinvest - São José dos Campos    | + 13"    |
| 3  | Rodrigo Nascimento         | São Francisco Saúde - Ribeirão Preto         | + 30"    |
| 4  | Sidinei Silva              | Clube DataRo de Ciclismo                     | + 34"    |
| 5  | Flávio Cardoso             | Funvic Brasilinvest - São José dos Campos    | + 51"    |
| 6  | Antoelson Dornelles        | São Francisco Saúde - Ribeirão Preto         | + 1' 18" |
| 7  | Alex Diniz                 | Funvic Brasilinvest - São José dos Campos    | + 1' 27" |
| 8  | Cleberson Weber            | Clube DataRo de Ciclismo                     | + 1' 52" |
| 9  | André de Souza Almeida     | Barueri - Penks - New Millen - VZAN - Maxxis | + 2' 16" |
| 10 | Willian Chiarello          | São Lucas Saúde - Giant - Americana          | + 2' 30" |

### Sub-23 Masculino
|   | Ciclista               | Equipe                                       | Tempo   |
| - | ---------------------- | -------------------------------------------- | ------- |
| 1 | André de Souza Almeida | Barueri - Penks - New Millen - VZAN - Maxxis | 42' 40" |
| 2 | Willian Chiarello      | São Lucas Saúde - Giant - Americana          | + 14"   |
| 3 | Felipe Nardin          | Associação Radical Sports Club - Boituva     | + 35"   |
| 4 | Emerson Santos         | FW Engenharia - Amazonas Bike - Aços Mil     | + 44"   |
| 5 | Raphael Jose da Silva  | São Francisco Saúde - Ribeirão Preto         | + 53"   |

### Feminino
|    | Ciclista                 | Equipe                                       | Tempo    |
| -- | ------------------------ | -------------------------------------------- | -------- |
| 1  | Clemilda Fernandes       | Clube Fernandes de Ciclismo                  | 25' 57"  |
| 2  | Fernanda da Silva Souza  | Funvic Brasilinvest - São José dos Campos    | + 20"    |
| 3  | Luciene Ferreira         | Funvic Brasilinvest - São José dos Campos    | + 32"    |
| 4  | Flavia Maria de Oliveira | DNA - Plan7                                  | + 1' 02" |
| 5  | Uênia Fernandes          | Chirio Forno d'Asolo                         | + 1' 10" |
| 6  | Ana Paula Polegatch      | Barueri - Penks - New Millen - VZAN - Maxxis | + 1' 42" |
| 7  | Silvia Augusta da Silva  | Smel - São José do Rio Preto                 | + 3' 02" |
| 8  | Márcia Fernandes         | Clube Fernandes de Ciclismo                  | + 3' 09" |
| 9  | Luisa Helena Saft        | Assoc. Rio Pretense de Ciclismo - SMEL       | + 3' 11" |
| 10 | Cristiana Duque Almeida  | Avulso                                       | + 3' 16" |

### Sub-23 Feminino
|   | Ciclista                 | Equipe                      | Tempo    |
| - | ------------------------ | --------------------------- | -------- |
| 1 | Márcia Fernandes         | Clube Fernandes de Ciclismo | 29' 07"  |
| 2 | Nayara Gomes Ramos       | SMERL - Araçatuba           | + 2' 49" |
| 3 | Viviane Cristina Marques | SMERL - Araçatuba           | + 2' 58" |
| 4 | Anna Carolina Braga      | Avulso                      | + 3' 27" |